# 아켈라
아켈라(러시아어: Акелла)는 비디오 게임과 멀티미디어 상품의 개발, 배급을 전문으로 하는 러시아의 소프트웨어 기업이다. 아켈라의 창립자들은 1993년 만나 함께 창업했으며 1995년 아켈라를 설립했다.
이 기업의 사명은 러디어드 키플링의 정글 북 캐릭터 늑대 아켈라에서 기원한 것이며 기업 로고 또한 늑대이다.

## 게임
- 포스탈
- 포스탈 2
- 사쿠라 대전
- 포스탈 3